# غوستاف إف توتشارد
غوستاف إف توتشارد (بالإنجليزية: Gustave F. Touchard)‏ كان لاعب كرة مضرب أمريكي. كما أنه أحد أبطال الجراند سلام. أعلى تصنيف له كان المركز الـ 4.

## النهائيات

### الزوجي

#### اللقب (1)
| السنة | البطولة           | الشريك        | المنافس                   | النتيجة              |
| 1911  | البطولة الأمريكية | ريمون دي ليتل | فريد ألكسندر هارولد هاكيت | 7–5, 13–15, 6–2, 6–4 |

## الخط الزمني للأداء
مفتاح
| ف | ن | ن.ن | ر.ن | د# | د.م | ل | أ.أ | ت | غ | ب | ف | ذ | م.خ | ل.ت |

(ف) فاز بالبطولة (ن) وصل النهائي (ن.ن) نصف النهائي (ر.ن) ربع النهائي (د#) الأدوار الأربعة الأولى (د.م) دور المجموعات (ل) شارك في كأس ديفيز (أ.أ) خرج من الأدوار الاولى (ت) خسر التصفيات التأهيلية (غ) غاب عن الحدث أو البطولة (ب) حصل على ميدالية برونزية (ف) حصل على ميدالية فضية (ذ) حصل على ميدالية ذهبية (م.خ) بطولة الماسترز خُفضت إلى مرتبة أقل (ل.ت) البطولة لم تعقد في السنة المعينة.
لتجنب الارتباك وازدواجية الحساب، يتم تحديث هذه المعلومات إما في نهاية البطولة، أو عندما تكون مشاركة اللاعب في البطولة قد انتهت.
| دورات الجراند سلام            |     |     |    |     |    |    |     |
| بطولة أستراليا المفتوحة للتنس | غ   | غ   | غ  | غ   | غ  | غ  | غ   |
| بطولة ويمبلدون                | غ   | غ   | غ  | غ   | غ  | غ  | غ   |
| أمريكا المفتوحة               | ر.ن | ن.ن | Q1 | ن.ن | Q1 | د1 | ر.ن |

## وفاته
توفي توتشارد في مستشفى تورونتو العام في 5 سبتمبر 1918، عقب عملية جراحية أجريت له في حنجرته.

## روابط خارجية
- غوستاف إف توتشارد على موقع رابطة محترفي التنس (الإنجليزية)
- غوستاف إف توتشارد على موقع أرشيف التنس.كوم (الإنجليزية)